# تعادل نقطه‌ای

تعادل منقطع (شکل پایین): نظریه‌ای در زیست‌شناسی فرگشتی که بر اساس آن صفات ریختی موجودات زنده در طول زمان پایدارند، اما گاه تغییرات ناگهانی دارند.

تعادل منقطع یا نقطه‌ای نظریه‌ای در زیست‌شناسی فرگشتی است که می‌گوید، اکثر گونه‌های جانوری تغییرات تکاملی خالص اندکی در تاریخ زمین‌شناسی خود نشان می‌دهند؛ و تغییر تکاملی عظیم منحصر به زمانی است که یک گونه جانوری به دو گونه مجزا شاخه شاخه می‌شود. این نظریه (که در واقع در برابر نظریه تحول تدریجی داروین قرار دارد) توضیح می‌دهد که پیدا نشدن فسیل‌های حد واسط، نفی‌کننده خویشاوندی جانداران با یکدیگر نیست.
استیون جِی گولد به همراه نیلز الدرج به سال ۱۹۷۲ این نظریه را ارائه و شرح داد.